# 豊田英二
豊田 英二（とよだ えいじ、1913年（大正2年）9月12日 - 2013年（平成25年）9月17日）は、日本の実業家。位階は正三位。勲等は勲一等。豊田佐吉の甥。
トヨタ自動車工業株式会社社長（第5代）、トヨタ自動車株式会社会長（初代）、同社名誉会長（初代）、同社最高顧問（初代）、社団法人日本自動車工業会会長（第2代）、財団法人トヨタ財団理事長（初代）、学校法人トヨタ学園理事長（初代）、学校法人トヨタ東京整備学園理事長（初代）、助成財団資料センター（現公益財団法人助成財団センター）理事長（初代）などを歴任した。石田退三と共に「トヨタ中興の祖」と呼ばれている。

## 来歴・人物

### 生い立ち
愛知県西春日井郡金城村（現・名古屋市西区堀端町）に豊田平吉の二男として生まれた。
平吉は明治の末期に兄佐吉から独立、織機を据えて布を織る工場を持った。
愛知県立第一中学校、第八高等学校（現・名古屋大学）を経て、1936年に東京帝国大学工学部機械工学科を卒業。豊田自動織機に入り、自動車部に配属され、東京市本郷区曙町（現本駒込）の豊田喜一郎宅に下宿し、豊田自動織機製作所自動車部芝浦研究所に勤務した。また多忙な喜一郎に代わり、豊田章一郎の中学校入学式に父兄代行として出席するなどした。

### トヨタ自動車

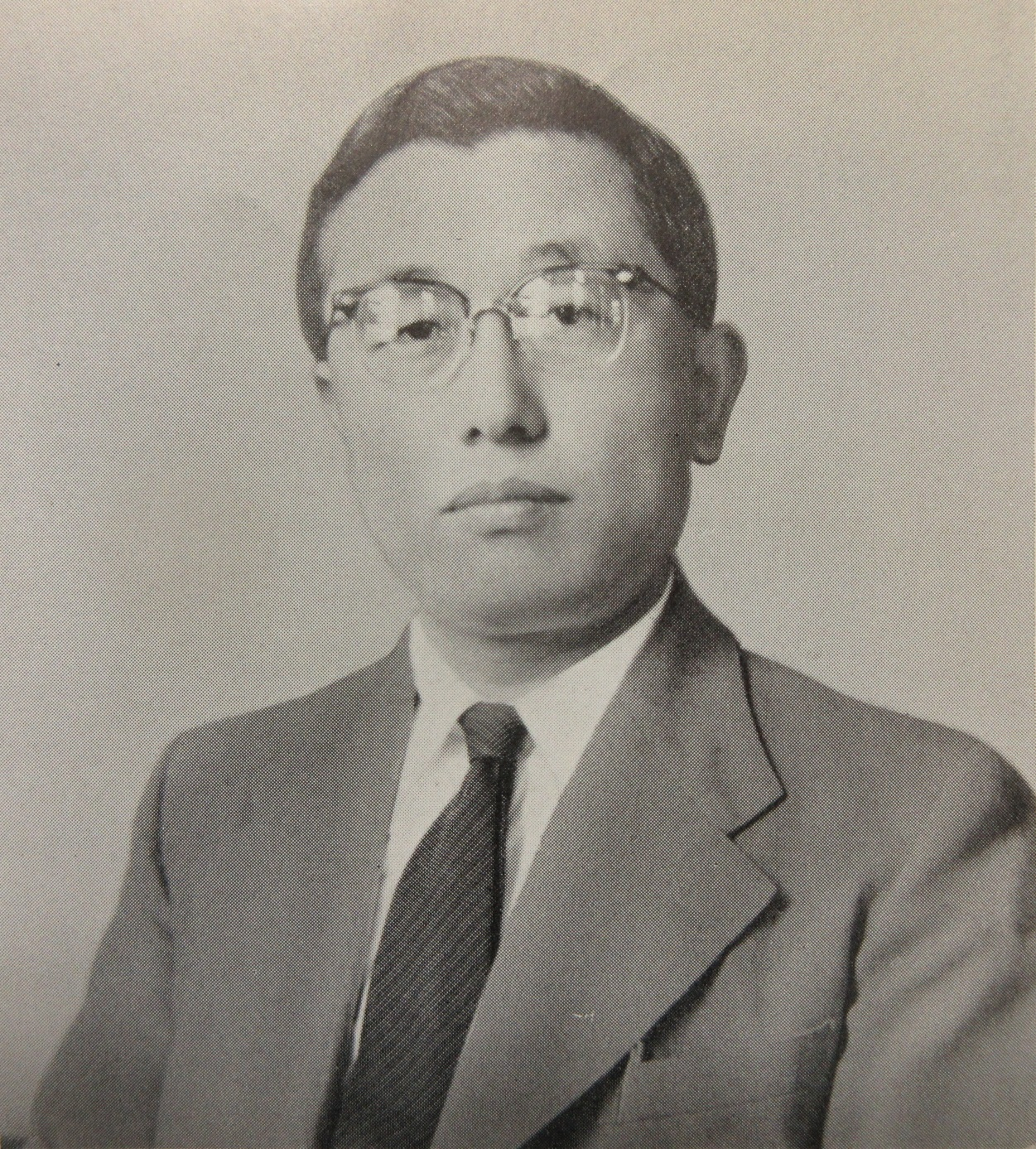
1958年頃の豊田英二

日中戦争中、菅隆俊のもと、岩岡次郎、齋藤尚一と挙母工場（のちのトヨタ自動車本社工場）建設構想にあたった。1941年に日本が第二次世界大戦に参戦すると、トヨタの生産能力は軍のトラック製造に向けられた。そのため航空機開発は中断された。戦後GHQの財閥解体はトヨタにも影響を及ぼしたが、代わりにその後トヨタは自動車の製造によって日本の再建の一端を担うこととなる。しかし需要の増加にもかかわらず、終戦直後はほとんど破産しかかった状態で、大規模なリストラによって難をしのいだ形となった。
1945年取締役就任。日本の降伏後の混乱の中、豊田喜一郎から瀬戸物業を命じられ、岐阜県多治見市に通う日々が続いた。
その後常務、専務を歴任し、1967年10月、中川不器男社長（三井銀行出身）の急逝に伴い社長に就任。工・販統合直前の1982年6月まで14年9か月にわたって社長を務めた。。この間、1973年から日本自動車研究所理事長。日本自動車工業会会長なども兼任。
1982年の工販合併を機に豊田喜一郎の長男である豊田章一郎に社長を譲り代表取締役会長となる。

### 晩年
1992年に代表取締役会長を退任し、取締役名誉会長となる。1994年には取締役を退任し、非取締役の名誉会長となる。1999年に名誉会長の座を豊田章一郎に譲り、最高顧問となった。その後、死去するまで最高顧問を務めた。2000年豊田市名誉市民。
2002年に妻・寿子が死去し、豊田市に遺産1億が寄付された。英二本人も2010年2月より体調を崩し、豊田市のトヨタ記念病院に入院していた。入院中、見舞いに訪れた当時社長の豊田章男を叱咤激励していたという。
2013年9月17日、心不全で死去。100歳没（享年101）。墓所は覚王山日泰寺。10月8日の閣議で正三位に叙されることが決定した。2014年、長男の豊田幹司郎・アイシン精機（現:アイシン）会長ら遺族から遺産10億円が豊田市に寄付された。

## 顕彰
1994年に米国自動車殿堂入り（日本人としては本田宗一郎に次ぐ）、翌1995年にはイギリス機械学会からジェームズ・ワット国際金賞を受賞した。1999年にはアメリカの週刊誌「タイム」で「今世紀もっとも影響力のあったアジアの20人」の一人に選出（日本人で他に選出者は昭和天皇・盛田昭夫・黒澤明・三宅一生・井上大佑）。

## エピソード
- 現物現場主義者で、2000GTの開発やレース部門である第七技術部にも良く顔を出した。また「一日三回手を洗え」というきれい好きであったが、車両実験部に来ると真っ先にゴミ箱に行き、試作品を漁った。これは多数の試作品を見ることで車両に起きている問題を把握するためでもあった[17]。
- 日本初のミッドシップスポーツカーであるトヨタ・MR2は、豊田が飛ばした「トヨタにはひと味違ったクルマが必要だ」という檄がきっかけで開発が始まった[18]。
- 1975年、スズキのエンジンが排ガス規制をクリアできず、鈴木相談役（当時専務）がトヨタの当時の社長である豊田英二氏に頭を下げ、エンジンを供給してもらった。

## 家族・親族
- 長男:豊田幹司郎（アイシン会長）
- 二男:豊田鐵郎（豊田自動織機会長）
- 三男:豊田周平（トヨタ紡織社長）
- 父:豊田平吉（トヨタ自動車監査役）
- 弟:豊田芳年（豊田自動織機名誉会長）
- 伯父:豊田佐吉（トヨタグループ創始者）
- 従兄：豊田喜一郎（トヨタ自動車創業者）
- 従妹：節子（INAX社長伊奈輝三妻）

## 役職
- 財団法人トヨタ財団評議員
- 財団法人2005年日本国際博覧会顧問
- 社団法人日本自動車会議所顧問
- 財団法人科学技術交流財団特別顧問
- 財団法人がん研究振興財団理事
- 財団法人助成財団センター顧問
- 財団法人国際文化交換協会評議員
- 社団法人日本ポルトガル協会理事
- 財団法人立松財団評議員
- 財団法人大河内記念会顧問
- 財団法人日本美術協会相談役

## 栄典
- 1971年4月 - 藍綬褒章[19]
- 1983年11月 - 勲一等瑞宝章[19]。
- 1985年3月 - ポルトガル共和国エンリケ航海王子勲章[19]。
- 1990年11月 - 勲一等旭日大綬章[19]。
- 1990年12月 - タイ王国二等白象勲章[19]。
- 1991年4月  - ベルギー王国王冠勲章グランオフィシエ章[19]。
- 1992年4月 - タイ王国一等タイ王冠勲章[19]。
- 1993年9月 - オーストラリア連邦コンパニオン章[19]。
- 2000年 3月 - 豊田市名誉市民（妻の壽子も同時に推挙）[20]。
- 2001年5月 - タイ王国一等ディレクナポーン勲章[19]。
- 2013年10月 - 正三位[21]。

## 著書・参考文献
- Toyota: Fifty Years in Motion Eiji Toyoda 1987年 講談社 ISBN 0870118234

## モデルとして演じた人物
- 椎名桔平 - TBS系テレビドラマ『LEADERS リーダーズ』（2014年3月22日・23日放送）愛知正二役